# Tuireann
Tuireann era un Tuatha Dé Danann, hijo de Ogma.

## Historia
Sus tres hijos fueron los asesinos de Cian, padre de Lugh, el dios solar.
Lugh para tomar venganza, exigió que los tres hijos hicieran tareas casi imposibles.
Estas consistían en llevar objetos a Irlanda, como por ejemplo: un asador de un reino submarino, o una piel de cerdo con capacidades curativas perteneciente a un rey griego.
Los hijos consiguieron cumplir las tareas, pero volvieron malheridos, así que Tuireann pidió prestada la piel de cerdo a Lugh, pero este se opuso, y murieron.